# Tadeusz Brzozowski

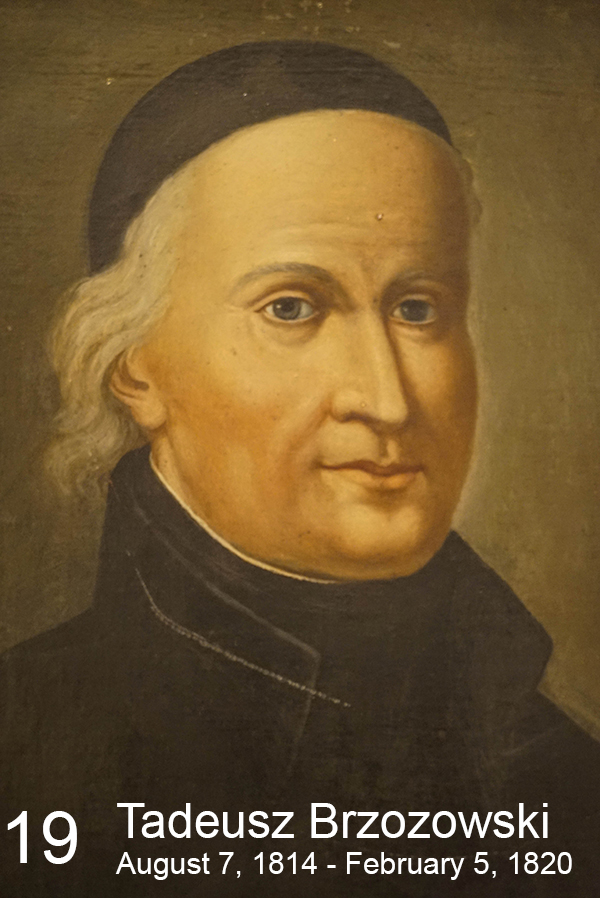
Tadeusz Brzozowski

Tadeusz Brzozowski (* 21. Oktober 1749 in Königsberg; † 5. Februar 1820 in Polazk) war der 19. General der Societas Jesu.

## Leben
Als am 26. März 1805 der Generalobere der Jesuiten in Russland, Gabriel Gruber, starb, wählte die Generalversammlung am 2. September 1805 Brzozowski zu ihrem General.
Brzozowski war es bis zu seinem Tod nicht gestattet, das Zarenreich zu verlassen und sein Amt in Rom anzutreten, obwohl die Gesellschaft Jesu von Papst Pius VII. kraft der Bulle Sollicitudo omnium ecclesiarum vom 7. August 1814 wieder zugelassen worden war. Von 1815 bis  1820 lebte er in Polazk.
Am 5. Februar 1820 starb Tadeusz Brzozowski. Mit diesem Tag verbannte der Zar alle Jesuiten aus Russland. Aloisius Fortis folgte Brzozowski im Amte nach.